# سیلکه مولر
سیلکه مولر (زاده ۱۱ نوامبر ۱۹۷۸) هافبک هاکی روی چمن آلمانی است که با تیم ملی بانوان آلمان در المپیک تابستانی ۲۰۰۴ در آتن، یونان مدال طلا کسب کرد.